# Symphanodes dianiphus
Symphanodes dianiphus Rainbow, 1916 è un ragno appartenente alla famiglia Gnaphosidae.
È l'unica specie nota del genere Symphanodes.

## Distribuzione
L'unica specie oggi nota di questo genere è stata rinvenuta nel Queensland (Australia orientale).

## Tassonomia
Dal 2007 non sono stati esaminati altri esemplari, né sono state descritte sottospecie al 2016.